# Феђа Исовић
Феђа Исовић (Дубровник, 25. фебруар 1965) је босанскохерцеговачки филмски и телевизијски сценариста. Најпознатији је у региону као аутор сценарија за серију „Луд, збуњен, нормалан”. Осим за дугометражне филмове и серије аутор је многих радио-драма и документарних ТВ филмова. За свој рад је вишеструко награђиван.
Феђа Исовић бави се и музиком, а пише и колумне за портал Бука.

## Биографија
Феђа Исовић рођен је 25. фебруара 1965. године у Дубровнику. Студирао је на Ликовној академији. Данас живи у Сарајеву, често на релацији Сарајево-Требиње - кућа његових родитеља налази се у Требињу, уз саму реку Требишњицу. Ожењен је и има двоје деце.

## Професионална биографија
Свој књижевни рад Феђа Исовић започео је писањем новела, прозе, а бавио се и стрипом. На наговор редатеља Бењамина Филиповића 2005. године је написао свој први сценарио за дугометражни играни филм „Добро уштимани мртваци”. Регионално препознатљив постаје после серије „Луд, збуњен, нормалан” која је постигла велики успех. После ове серије реализовао је низ других успешних филмских пројеката и серија. Године 2017. је снимио серију „Не дирај ми маму”, аутор је хумористичне серије „Криза”, а написао је и сценарио за филм „Халимин пут” који је приказан у оквиру обележавања годишњице масакра у Сребреници. Године 2018. написао је сценарио за хумористичку серију „Конак код Хилмије” коју многи упоређују с култном серијом „Ало, ало!”.

## Музичка каријера
Феђа Исовић заједно с Алмиром Куртом наступа у поп-рок групи Карне која је основана 2010. у Сарајеву. Године 2011. су објавили албум „Диктатура аматера”.

## Филмографија
| Година     | Назив                  |
| ---------- | ---------------------- |
| 2005.      | Добро уштимани мртваци |
| 2012.      | Халимин пут            |
| 2007-2021. | Луд, збуњен, нормалан  |
| 2013.      | Криза                  |
| 2016.      | Лажни свједок          |
| 2018.      | Конак код Хилмије      |